# Broederbond

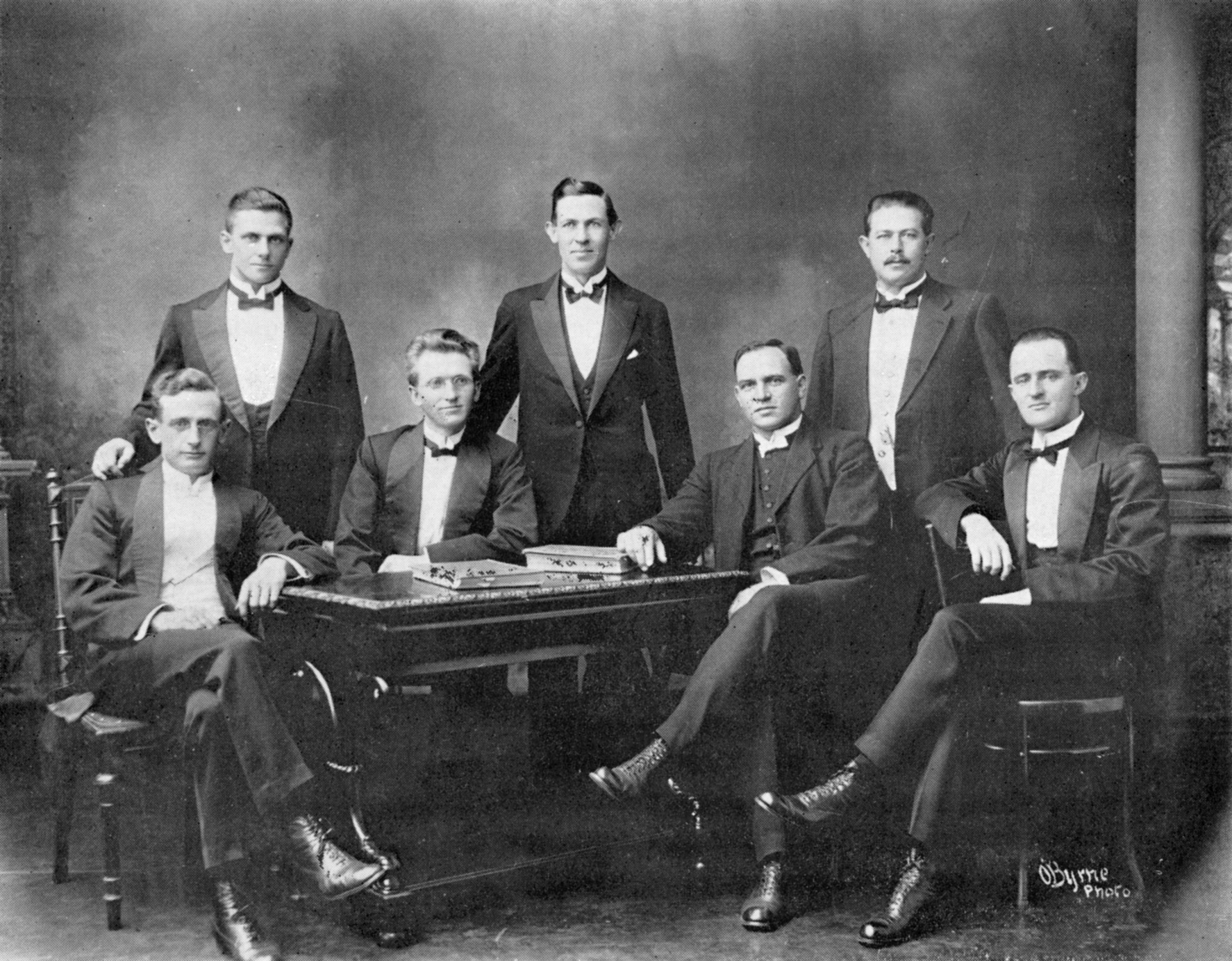
De leiding van de Broederbond in 1918

De Afrikaner Broederbond of Broederbond was tussen 1918 en 1994 een geheim genootschap ter bevordering van de belangen van de Afrikaners, de blanke Zuid-Afrikaanse bevolking van niet-Engelse afkomst. De Broederbond was een genootschap van blanke Afrikaanstalige mannen met een calvinistische achtergrond.
De Broederbond werd in juni 1918 opgericht door Henning Klopper, Hendrik van der Merwe, Danie du Plessis en ds. Jozua Naudé (vader van Beyers Naudé) als Jong Zuid Afrika. In 1920 kreeg het de naam Afrikaner Broederbond.
In 1948 kwam in Zuid-Afrika de Nasionale Party aan het bewind. Onder de Nationale Party werd de apartheid officieel overheidsbeleid. Zij bleven tot 1994 aan de macht, toen de zwarte meerderheid van de bevolking voor het eerst mocht deelnemen aan de verkiezingen. Alle presidenten en ministers-presidenten, de meeste ministers en hoge officieren van leger en politie waren in die tijd lid van de Broederbond.
In 1983 ontstond er een richtingenstrijd in de Broederbond, naar aanleiding van hervormingsplannen van premier Pieter Willem Botha. Volgens deze plannen zou er een machtsdeling komen tussen blanken, Indiërs en kleurlingen. De Broederbond had deze plannen in 1982 al goedgekeurd. Het bureau voor rassen-aangelegenheden "Sabra", een door de regering gesubsidieerd wetenschappelijk instituut en denktank van de Nasionale Partij, was echter een fel tegenstander. Sabra wilde een strikte rassenscheiding en een apart thuisland voor kleurlingen.

## Hernoeming als Afrikanerbond en hervorming
In 1994 werd de Afrikaner Broederbond hernoemd tot "Afrikanerbond". In 2007 kreeg de Afrikanerbond Jan Bosman als nieuwe hoofdsecretaris, die van plan was de Bond open te stellen voor leden van iedere taal, kleur of geloof. Blijkens hun website was de Bond in 2021 evenwel nog altijd gericht op de belangen van de Afrikaners, met de christelijke bijbel als grondslag.
In 2019 schreef Bosman namens de Afrikanerbond een open brief aan de president met een voorstel voor het instellen van een ministerie voor Zuid-Afrikaanse minderheden en gemeenschappen, een nationale ombudsman voor deze groepen en een speciaal presidentieel kantoor om hun belangen te behartigen. De Bond stelde ook een handvest voor minderheidsrechten voor als aanvulling op de grondwet.

## Voorzitters
| Naam                | Van       | Tot  |
| ------------------- | --------- | ---- |
| Henning Klopper     | 1918      | 1924 |
| William Nicol       | 1924      | 1925 |
| J.H. Greijbe        | 1925      | 1928 |
| J.W. Potgieter      | 1928      | 1930 |
| L.J. du Plessis     | 1930      | 1932 |
| J.C. van Rooy       | 1932      | 1938 |
| Nicolaas Diederichs | 1938      | 1942 |
| J.C. van Rooy       | 1942      | 1952 |
| H.B. Thom           | 1952      | 1960 |
| Meyer, PJ           | 1960      | 1972 |
| Andries Treurnicht  | 1972      | 1974 |
| Gerrit Viljoen      | 1974      | 1980 |
| Carel Boshoff       | 1980      | 1983 |
| J.P. de Lange       | 1983      | 1993 |
| Tom de Beer         | 1993      |      |
| Jaco Schoeman       | 2018      | -    |
| Dries Wiese         | anno 2021 | -    |

## Belangrijke leden
- Theunis Roux Botha, Voormalig en laatste rector van de Randse Afrikaanse Universiteit.
- Daniel François Malan, Voormalig premier.
- Hendrik Frensch Verwoerd, Voormalig premier.
- Johannes Gerhardus Strijdom, Voormalig premier.
- John Vorster, voormalig premier en staatsvoorzitter.
- J.S. Gericke, vice-kanselier Stellenbosch University
- Pik Botha, voormalig minister van Buitenlandse Zaken
- H.B. Thom, historicus en voormalig rector van de Universiteit van Stellenbosch.
- G.L.P. Moerdijk, Afrikaanse architect, vooral bekend door het ontwerp van het Voortrekker Monument in Pretoria.[5][6]
- Tienie Groenewald, gepensioneerde generaal van de strijdkrachten.
- Barend Johannes van der Walt, voormalig ambassadeur in Canada.
- Pieter Johannes Potgieter Stofberg, voormalig politicus, miljardair-zakenman en beroemd arts.
- Pieter Willem Botha, voormalig minister van Defensie en premier. Hij verliet de Broederbond.
- Anton Rupert, miljardair-ondernemer en zakenman; een lid in de jaren 1940, maar uiteindelijk uit de partij gezet als een "absurditeit".[7]
- Marthinus van Schalkwyk, voormalig lid van de jeugdvleugel van de Broederbond, de laatste leider van de Nationale Partij en voormalig minister van toerisme in de ANC-regering van Jacob Zuma.
- Thomas Louw de Beer (Tom de Beer), vanaf 1993 de eerste voorzitter van de nieuwe Afrikanerbond.
- Nico Smith, missionaris van de Nederlands Hervormde Kerk die als voormalig insider met terugwerkende kracht over de Afrikaner Broederbond schreef in een boek.[8]
- F.W. De Klerk, voormalig president van Zuid-Afrika en leider van de Nasionale Party.
- "Lang" Hendrik van den Bergh, hoofd van het Zuid-Afrikaanse staatsveiligheidsapparaat tijdens het apartheidsregime en een goede vriend van de voormalige Zuid-Afrikaanse premier Vorster. Hij verliet de Bond.

## Weblinks
- Officiële website van de Broederbond